# بشير غنيم
بشير غنيم (1 يونيو 1960 -)، ممثل سعودي.

## عن حياته
في عام 1977 اكتشفه المخرج سعد الفريح ثم أعطاه دوراً حيث كان يخرج حفلاً لنادي الهلال وكان عبد الله السدحان من ضمن الجماهير فقدم له بطاقة دعوة للتلفزيون، وبدأ بالعمل بالتلفزيون ومن ثم واصل العمل في مسرح جامعة الملك سعود في الرياض، ثم بدأ مشواره الفني في عام 1981، وكانت بدايته مع بكر الشدي وناصر القصبي، درس في كلية الزراعة. عمل كمعلم تربية رياضية بأحد مدارس حي النظيم بشرق الرياض، شارك في العديد من الأعمال الفنية الكوميدية واشتهر بمسلسل طاش ما طاش.

## أعماله

### في التلفزيون
- بدون فلتر 2018
- شد بلد
- سيلفي. 2016م.
- غداّ يوم آخر.
- منا وفينا.
- أضحك وأبكي.
- طاش ما طاش (أكثر من جزء).
- وشــوشة.
- مجاديف الأمل.
- حارتنا حلوة.
- وراك وراك.
- فيه شي غلط.
- ماكو فكه.
- عمشة في ديرة النسوان.
- عقاب - الجزء الثاني.
- غشمشم - الجزء الأول، الثالث، الرابع.
- سواق المعازيب.
- هندستاني.
- مضارب بني قرقاص.
- ياتصيب ياتخيب. 2012م.
- أي خدمة.
- هذاحنا.
- كلام الناس (الجزء 1 و 2).
- الهنوف. (بدوي).
- عيون ترقب الزمن. (بدوي).
- النصايح الثلاث. (بدوي).
- ديليفري 2014م.
- سيلفي 2015م.
- مستركاش2016
- سناب شاف2017
- عوض أبا عن جد 2018

- ممنوع التجول 2021
- باركود 2021
- قرت عينك. 2023[2]
- طاش العودة. 2023.

### السهرات
- حمود ومحيميد.

### المسرحيات
- تحت الكراسي.
- للسعوديين فقط.
- الولد ضاع 2018

## روابط خارجية
- بشير غنيم على موقع قاعدة بيانات الأفلام العربية